# Landmannalaugar
Landmannalaugar er et område i nærheden af vulkanen Hekla i den sydlige del af højlandet på Island.
Landmannalaugar kan kun nås af turister om sommeren, eftersom vejen er lukket frem til begyndelsen af juni og kun forbliver åben frem til slutningen af september. Det er to veje, som fører ind i Landmannalaugar, den ene af dem er tillige anvendelig for almindelig biltrafik, selv om den er i dårlig stand.
Området er velkendt for sin skønne natur. Det består af et stort antal forskellige geologiske elementer, men noget af det mere markante er fjeld af rhyolit og store lavafelter. Der findes fjelde i alle verdens farver og to af de mere kendte er Bláhnjúkur og Brennisteinsalda. Det ligger også en fjeldhytte i nærheden af lavafelterne, og nær ved findes det et varmt, naturlig bassin, som egentlig er en lille bæk, som er blevet opdæmmet med sten og træ således, at den danner et lille vandhul man kan bade i.